# Hidróxido de magnésio
Hidróxido de magnésio é uma base de fórmula química Mg(OH)2. É um composto sólido branco que ocorre naturalmente como mineral brucita e pode ser preparado fazendo reagir sulfato de magnésio com solução de hidróxido de sódio. É popularmente conhecido como leite de magnésia por seu aspecto lácteo.
MgSO4(aq) + 2 NaOH(aq) → Mg(OH)2↓ + Na2SO4

O sulfato de magnésio pode ser substituído por outros sais de magnésio e o hidróxido de sódio por hidróxido de potássio ou hidróxido de amônio.
É usado na refinação do açúcar e no processamento de urânio. Medicinalmente é importante como antiácido e laxante, uma suspensão com aproximadamente 8% de hidróxido de magnésio em água.
A suspensão (cilofane) de hidróxido de magnésio - Mg(OH)2 - em água, chamada Leite de magnésia, é utilizada farmacologicamente para aliviar a prisão de ventre por seu efeito laxante, podendo também ser usado para aliviar indigestões e azia, como um antiácido. Também pode ser usado como eficiente desodorante de pés e axilas, pois alcaliniza a pele, impedindo a proliferação de bactérias que causam mau cheiro.